# Patricia Reilly Giff
Patricia Reilly Giff (* 26. April 1935 in Brooklyn; † 22. Juni 2021 in Westport (Connecticut)) war eine amerikanische Autorin und Lehrerin.

## Leben
Giff wurde am Marymount Manhattan College ausgebildet, wo sie einen B.A. erhielt. An der St. John’s University erwarb sie einen M.A., an der Hofstra University ein Berufsdiplom und Doktortitel. Nachdem sie etwa zwanzig Jahre lang hauptberuflich als Lehrerin gearbeitet hatte, begann sie zu schreiben und spezialisierte sich auf Kinderliteratur.
Giff lebte zusammen mit ihrem Ehemann Jim und ihren drei Kindern in Trumbull.
Giffs Schreibworkshops haben andere Kinderbuchautoren wie Tony Abbott und Elise Broach beeinflusst.
Sie war Preisträgerin von Newbery Honor awards (1998 und 2003), des ALA-Preises für Beste Belletristik für junge Erwachsene, des Christopher Awards und der Regina Medal (2014).
Sie starb am 22. Juni 2021.

## Werke (Auswahl)
- 1997: Lily’s Crossing – Newbery Honor award 1998
  - dt. 1999: Manchmal werden Wünsche wahr; ins Deutsche übersetzt von Irmela Brender
- 1998: Good Dog, Bonita
- 2002: Pictures of Hollis Woods – Newbery Honor award 2003
  - dt.: 2004: Das Glück bis in die Zehen spüren; ins Deutsche übersetzt von Irmela Brender
- 2004: A House of Tailors
  - dt. 2007: Mit einem Koffer voller Träume; ins Deutsche übersetzt von Alexandra Ernst
- 2008: December Secrets
- 2008: In the Dinosaur’s Paw
- 2009: Wild Girl
- 2009: The Valentine Star
- 2009: Snaggle Doodles